# Ermal Krasniqi
Pour les articles homonymes, voir Krasniqi.
Ermal Krasniqi, né le 7 septembre 1998 à Malisheva, est un footballeur international kosovar. Il joue au poste d'ailier gauche au Sparta Prague.

## Biographie

### En club

#### Début au Kosovo (2017-2023)
Krasniqi commence sa carrière en 2016 à l'âge de 18 ans au KF Feronikeli, où après un an, il est transféré au club de sa ville natale, le KF Malisheva, avec qui il finit à la troisième place de la deuxième division kosovar. Après de bonnes performances avec son club à l'été 2018, il est transféré en première ligue kosovar au KF Llapi, mais en raison du manque de temps de jeu, il rejoint une autre équipe de première division, le KF Ferizaj en janvier 2019, où il réussit à jouer dix matchs et à marquer six buts, aidant l'équipe à rester au milieu du tableau.
Le 7 août 2019, Krasniqi signe un contrat de deux ans avec le KF Ballkani.

#### Départ en Roumanie  (depuis 2023)
Le 10 janvier 2023, Krasniqi signe un contrat de trois ans et demi avec le champion de Roumanie, le CFR Cluj. Son transfert est estimé à 200 000 €. Ses débuts avec le CFR Cluj ont eu lieu treize jours plus tard contre le Farul Constanța après avoir été nommé dans la onze de départ, où il marque le premier but de son équipe et fait une passe décisive dans le troisième but de son équipe lors d'une victoire 3-0 à l'extérieur.
Tombé en disgrâce après qu'Andrea Mandorlini ait remplacé Dan Petrescu en tant qu'entraîneur-chef au CFR Cluj, il est transféré, le 28 décembre 2023, au Rapid Bucarest pour deux ans et demi avec l'option d'un an supplémentaire. Selon les rumeurs, les frais de transfert non divulgués s'élèveraient à 1 million d'euros et 25 % des gains d'un futur transfert.

### En sélection
Le 29 août 2020, Krasniqi reçoit une convocation du Kosovo U21 pour le match de qualification du Championnat d'Europe des moins de 21 ans de l'UEFA 2021 contre l'Angleterre U21, et fait ses débuts après avoir été remplaçant à la 57e minute à la place de Valmir Veliu (en).
Le 11 novembre 2022, il reçoit une convocation du Kosovo pour les matches amicaux contre l'Arménie et les îles Féroé. Ses débuts avec le Kosovo ont lieu huit jours plus tard lors d'un match amical contre les îles Féroé après avoir été nommé dans le onze de départ.

## Palmarès
- Avec KF Ballkani
  - Champion du Kosovo en 2022
  - Finaliste de la Coupe du Kosovo : 2020